# Metadorcinus auritus
Metadorcinus auritus is een keversoort uit de familie vliegende herten (Lucanidae). De wetenschappelijke naam van de soort is voor het eerst geldig gepubliceerd in 1922 door Kreische.